# ديفيد ر. ماير
ديفيد ر. ماير (بالإنجليزية: David R. Mayer)‏ هو محامي وسياسي أمريكي، ولد في 28 فبراير 1967. حزبياً، نشط في الحزب الديمقراطي. وقد انتخب عضو جمعية نيوجيرسي العامة.